# نيفيل بيكرينغ
نيفيل بيكرينغ (بالإنجليزية: Neville Pickering)‏ هو سياسي نيوزلندي، ولد في 18 نوفمبر 1923، وتوفي في 25 يونيو 1988. حزبياً، نشط في حزب العمال النيوزيلندي. وقد انتخب عضو مجلس النواب النيوزيلندي.